# カール・ヴェルスバッハ

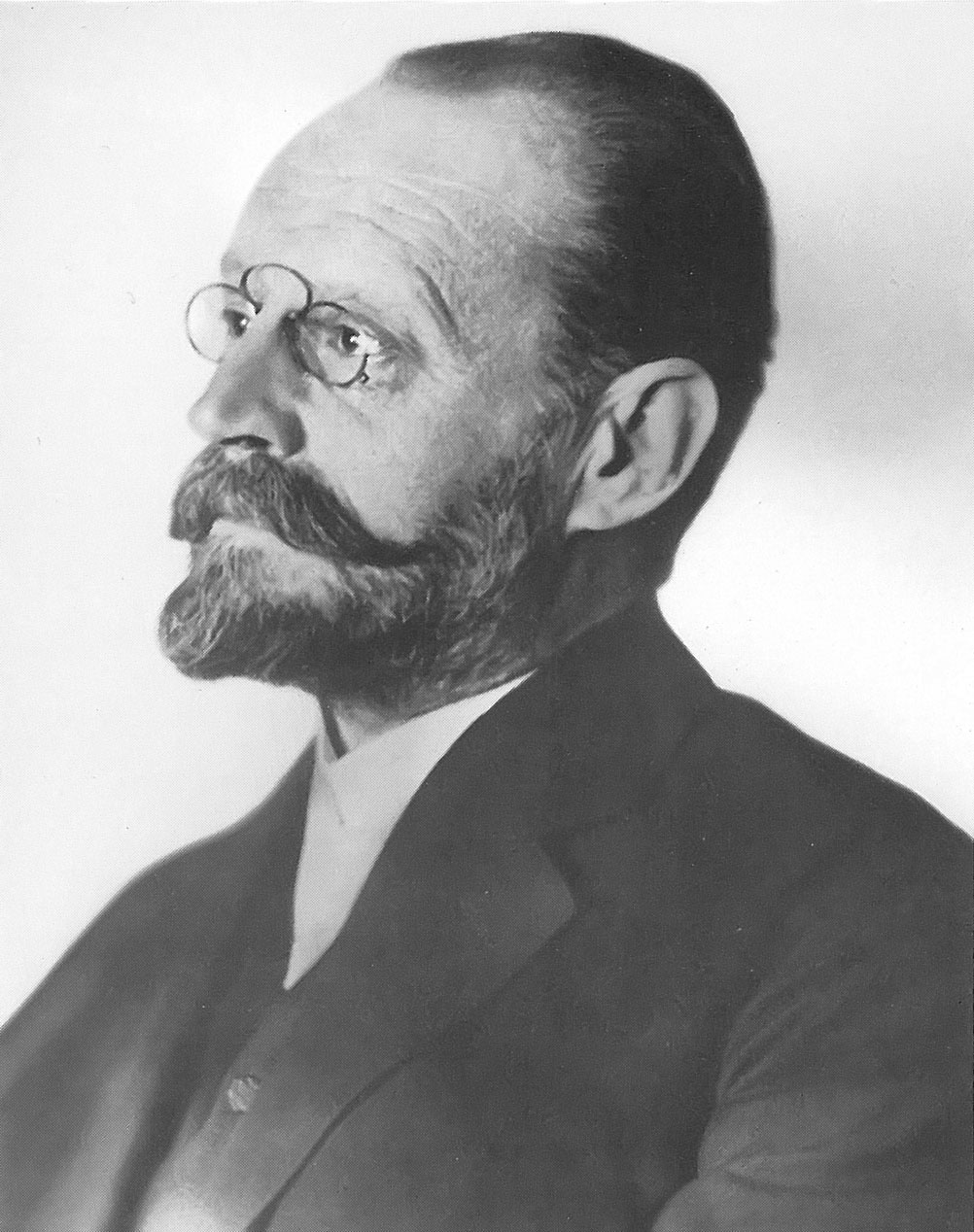
Auer von Welsbach

カール・ヴェルスバッハ（カール・アウアー・フォン・ヴェルスバッハ、Carl Auer von Welsbach、1858年9月1日 - 1929年8月4日）は、オーストリアの化学者、発明家である。科学的研究の才能だけでなく、商業的に成功した製品を発明した。化学者としての功績は1885年に希土類元素のプラセオジム、ネオジムを発見した。

## 経歴
1858年、ウィーンにてオーストリア・ハンガリー帝国の印刷技師のアロイス・アウアーの息子として生まれた。軍務についた後、ウィーン大学で数学、化学、物理学、熱力学を学んだ。1880年からハイデルベルク大学で、ロベルト・ブンゼンのもとで化学を学んだ。ウィーン大学にもどり無給の助手になり、希土類元素の研究を行った。
1956年から1966年まで発行された20オーストリア・シリング紙幣に肖像が使用されている。1900年エリオット・クレッソン・メダル受賞。1921年ヴィルヘルム・エクスナー・メダル受賞。

## 発見・発明
- 1885年、自ら考案した装置でプラセオジム、ネオジムを分離した。
- 1886年、ガスマントルを発明し特許を得た。ガス灯の炎を袋状の灰で覆って発光させ明るさを増すもので、始めマグネシウムとランタンの化合物を使用した時は成功しなかったが、1890年にトリウムとセリウムを用いて白色の明るい光を得ることに成功し、ガスマントルはヨーロッパ中に広がった。
- さらにガスマントルの改良するために、金属ワイヤを使う発明を行い、最初はプラチナワイヤを使ったが、オスミウムのワイヤの製造方法を発明した。この技術は電球のフィラメントの製造法に発展し、従来の炭素フィラメントに比べて電球の明るさ、耐久性の大幅な向上をもたらした。
- 1903年には、セリウム70%鉄30%の合金（フェロセリウム）の発火石の特許を取得し（アウアー合金）、1907年"Treibacher Chemische Werke GesmbH"を設立した。発火石は、21世紀の現代においてもライターやガス器具の発火装置などに広く使われている。

その後再び学問の世界に戻り、化学、分光学の研究を行った。